# دی‌اتیل سولفیت
دی‌اتیل سولفیت (به انگلیسی: Diethyl sulfite) با فرمول شیمیایی C۴H۱۰O۳S یک ترکیب شیمیایی با شناسه پاب‌کم ۱۲۱۹۷ است. که جرم مولی آن ۱۳۸٫۱۸۶ g/mol می‌باشد. شکل ظاهری این ترکیب، مایع شفاف است.